# Aulonocnemis grossa
Aulonocnemis grossa är en skalbaggsart som beskrevs av Ludwig Wilhelm Schaufuss 1902. Aulonocnemis grossa ingår i släktet Aulonocnemis och familjen Aulonocnemidae. Inga underarter finns listade.